# Eichkogel

Südseite des Eichkogels, im Hintergrund Gumpoldskirchen

Der Eichkogel ist ein 367 m hoher Hügel, der etwas südlich von Mödling in Niederösterreich liegt und unter Naturschutz steht.

## Klima und Geologie
Der Eichkogel ist als Trockenrasengebiet in Österreich zwar nicht einzigartig, doch ermöglicht er durch spezielle geologische  und klimatische Eigenheiten ein besonderes Gedeihen verschiedener Arten. Direkt am Gebiet des Eichkogels schneiden sich die pannonisch-pontische sowie die atlantische Klimazone. Das spezifische Kleinklima bietet in Verbindung mit dem Substrat günstige Bedingungen für eine mesophile Pflanzengesellschaft mit xerothermen Büschen und Flaumeichen- und Schwarzkiefernbeständen. Der kontinental geprägte Eichkogel stellt also eine Verbindung des Alpenostrandes mit weiter subkontinentalen Ebenen her. Der Eichkogel hat sich wahrscheinlich aus zwei im Jungtertiär entstandenen Süßwasserkalkplatten herausgebildet, welche darunter liegende tonhaltige Sande vor Abtragung bewahrten. Durch diese Gegebenheiten wurde die Bildung der markanten Kegelform ermöglicht.

## Ökologie
Heute wird der Eichkogel von einer Fülle unterschiedlichster Vegetationsgesellschaften besiedelt. So sind unterschiedliche Trockenwiesen-, Trockenrasen-, Saum-, Gebüsch- und Waldgesellschaften vorzufinden, welche ineinander übergehen und so eine Verzahnung bewirken. Dies ist neben den vielen unterschiedlichen Sukzessionsstadien und Nutzungsformen ein weiteres Charakteristikum des Eichkogels. Die natürliche Sukzession am Eichkogel wird durch stellenweise extreme Standortbedingungen sowie üppigen Krautwuchs und dichte Streuauflage gebremst, würde aber dennoch zu einem Zuwachsen mit Gehölz führen, nicht zuletzt aufgrund äolischer Nährstoffeintragung.
Eine besonders durch Vermehrung über Wurzelbrut erfolgreiche und ebenso charakteristische Pflanze ist die Zwergweichsel (Prunus fruticosa) mit ihren Hybriden.
Während die Südseite von aufgeforsteten Schwarzföhren und einem Flaumeichen-Steppenwald dominiert wird, trifft man auf der Nordseite auf eine üppige Saumgesellschaft. Diese werden durch relativ hochwüchsige Stauden dominiert, welche sich durch Nichtmehrnutzung der angrenzenden Flächen allmählich ausbreiten konnten.
Beispiele für solche Mitglieder einer Saumgesellschaft sind diverse Alant-Arten sowie Hirschwurz und blutroter Storchschnabel.
Auf den Übergängen hin zu versaumten Trockenwiesen und Halbtrockenrasen wechseln sich hingegen verschiedene bestandsbildende Gräser ab.
Charakteristische Pflanzenarten im Frühling sind Iris pumila, Adonisröschen und Osterglocken. Wegen einer starken Rasenverfilzung sind jedoch zahlenmäßige Rückgänge im Iris-pumila-Bestand zu beobachten.
Ein weiteres typisches Merkmal des Eichkogels sind Zeichen vorangegangener Eingriffe, Störungen und Nutzungen, welche besonders deutlich anhand der Betonreste auf der Nordterrasse hervortreten. Diese stellten sich als besonders wichtige Faktoren spezieller Mikroklimata heraus, die am Eichkogel existieren.
Der Eichkogel übt wegen des für viele Bodeninsekten besonders attraktiven Sand-Lößbodens eine magnetische Wirkung auf diese aus. So sind immer wieder neue Arten am Eichkogel zu bewundern, die erst nach und nach zuwandern, als Beispiel kann man sich hierfür diverse Eulenfalterarten und die auf diese spezialisierte Sandwespe nehmen.
So gilt es den Eichkogel als Österreichs wichtigsten Sammelpunkt für gefährdete Arten im Sinne der Artenvielfalt zu bewahren.
Die hier beheimateten Insektenarten verfügen über ausgeklügelte chemische Sinne und Mechanismen sowie einzigartige Überlebensstrategien.
Für viele, besonders pontische Tierarten, muss der Eichkogel als Hauptvorkommensgebiet angesehen werden. Von vierzig bis fünfzig Arten findet man hier mehr als zehn Prozent der Weltpopulation. Dies wird dadurch ermöglicht, dass der Eichkogel die verschiedenen ökologischen Nischen und Lebensräume auf engstem Raum beherbergt.

## Geschichte
Erste belegte landwirtschaftliche Nutzung wird auf das Jahr 5600 v. Chr. datiert. Man nimmt an, dass damals aus dem Südosten stammende Bauern sich im Raum des heutigen Mödling und Guntramsdorf niederließen. Man kann annehmen, dass das Areal seit diesem Zeitpunkt so andauernder Besiedelung ausgesetzt war. Um 1158/1182 wurde der Berg erstmals als Wartberg bezeichnet und über die Jahrhunderte auch für Wächter zur Ausschau und Rauchzeichen genutzt. Die erste urkundliche Erwähnung als Eichkogel stammt von 1610. Aus geschichtlichen Aufzeichnungen der letzten hundert Jahre ist zu rekonstruieren, dass der Eichkogel ursprünglich von einem dichten Eichenwald bedeckt war, der allmählich abgeholzt wurde, und der Eichkogel somit landwirtschaftlicher Benutzung zur Verfügung stand. Am Ost- und Südrand des Berges wurden auch Steinbrüche errichtet und Ziegelöfen betrieben. In der letzten Phase der Nutzung war Beweidung mit Rindern charakteristisch, Weinbau wird heute noch betrieben.
Im Zweiten Weltkrieg wurde auf der Nordseite des Berges eine Fliegerabwehrbatterie in Stellung gebracht (5. Batterie/Schwere Flakabteilung 533), die von 1943 bis 1945 dem äußeren Flakring von Wien zugeordnet war und zwischen dem 2. und 5. April 1945 auch in die Erdkämpfe um Gumpoldskirchen und Guntramsdorf eingriff. Die Schutzwälle der Geschütze wurden erst nach der Jahrtausendwende beseitigt. – Am 4. Oktober 1942 hatte auf dem Eichkogel das von 15.000 Menschen besuchte erste Erntedankfest Wiens stattgefunden, bei dem der Stellvertretende Gauleiter Karl Scharizer (1901–1956) nach Erhalt der Winzerkrone ausgesuchte Vertreter des Standes der Bauern, Gärtner und Landarbeiter mit dem Kriegsverdienstkreuz dekorierte.
Die Unterschutzstellung des Eichkogels wurde schrittweise durchgesetzt. 1960 erfolgte die Erklärung des Teilnaturschutzgebietes, dieses wurde 1991 erweitert. Diese Maßnahmen hatten ein Ende der ökologisch wichtigen Beweidung zur Folge. Nun konnten höhere Pflanzenarten wieder ungehindert wachsen und die vorherrschenden Arten überwuchern. Als unvermeidbare Konsequenz hätte sich der Eichkogel wieder in ein Waldgebiet umgewandelt, konkurrenzschwache Bodenpflanzen wären verdrängt worden, die typische Fauna wäre abgewandert. Diverse Pflegemaßnahmen unter anderem durch den Schöffelverein wurden eingeleitet, um die Vegetation in ihrer besonderen Form zu erhalten. Ein Hindernis für eine rasche Lösung war zunächst die Umstand, dass am Eichkogel die unterschiedlichen Interessen von über 100 Eigentümern aufeinander trafen. Eine besondere Gefahr stellen die bereits oben genannten Zwergweichselhybriden dar. Sie kommen in Österreich in vielen Trockenrasengebieten vor, bedrohen aber nur am Eichkogel die Trockenrasengebiete durch flächendeckenden Bewuchs.

## Pflegemaßnahmen
Die Niederösterreichische Berg- und Naturwacht, Bezirksgruppe Mödling-Föhrenberge und Wienerwald Südost, betreut und überwacht seit 1970 das Naturschutzgebiet.
Nach einem kurzen, von eher mäßigem Erfolg gekennzeichneten Einsatz von Bergschafen zur Bekämpfung der Zwergweichseln und anderer Arten, welche den Trockenrasen in seinem Bestand gefährden, wird der Eichkogel heute an einigen Stellen von Schülern des BG Bachgasse Mödling betreut, welche den Bestand der Hybrid-Weichseln in mühevoller händischer Arbeit zurückschneiden. An diesen Maßnahmen beteiligen sich alljährlich mehrere Schulklassen. Es gelingt jedoch dadurch nicht, die sehr ausgedehnten, artenarmen Hybrid-Weichselbestände zugunsten der Trockenrasen flächig zurückzudrängen.
Um die noch verbliebenen Trockenrasen zu erhalten und die weitere Verfilzung zu verhindern, wurden über mehrere Jahre kleine Flächen mit Rindern (Waldviertler Blondvieh) und Kärntner Brillenschafen beweidet. Aktuell sind Krainer Steinschafe am Eichkogel aktiv.
Insgesamt hat sich der naturschutzfachliche Zustand des Eichkogels durch die fehlende Beweidung seit den 1960er Jahren bis in die 2000er Jahre deutlich verschlechtert und es besteht weiter großer Handlungsbedarf, um die Raritäten des Gebietes aus Tier- und Pflanzenwelt zu erhalten.